# Pere Pujolàs i Maset
Pere Pujolàs i Maset (Vilademuls, 19 de setembre de 1949 - Girona, 28 de juliol de 2015) va ser un pedagog català. És considerat un expert i reconegut especialista en l'aprenentatge cooperatiu i un referent de l'escola inclusiva. Després d'una llarga trajectòria en diferents àmbits educatius va desenvolupar la seva tasca a la Universitat de Vic des de l'any 1998 fins a la seva jubilació l'any 2013, quan va passar a ser professor emèrit. Va morir inesperadament a Girona el 28 de juliol de 2015 a causa de les complicacions sobrevingudes després d'una intervenció quirúrgica.

## Biografia i trajectòria acadèmica
Pere Pujolàs va ser, al llarg de la seva vida, un home de fortes conviccions ètiques i religioses. Inicialment havia emprès el camí del ministeri sacerdotal després de fer estudis eclesiàstics al Seminari de Girona. Malgrat abandonar aquest camí sempre va viure com un cristià convençut i compromès que va tenir una activitat intensa en grups i moviments eclesials de base fins a darrera hora: l'escoltisme, el moviment infantil i juvenil MIJAC, la militància en la Joventut Obrera Cristiana (JOC), Càritas Girona i la parròquia de Santa Eugènia de Ter a Girona que va ser la seva comunitat.
Després dels estudis de llicenciatura i màster a la UAB i la UB, es va doctorar en Pedagogia a la Universitat de Girona amb la tesi "Intervenció psicopedagògica i assessorament curricular a l'ensenyament obligatori: l'atenció a la diversitat de necessitats educatives dels alumnes dins l'aula ordinària" (1998). En aquell moment ja acumulava un important bagatge en l'exercici professional com a psicopedagog a l'Equip d'Assessorament Psicopedagògic del Pla de l'Estany (1992-98) i, abans, com a mestre de taller de fusteria a l'Institut de formació professional d'Anglès, a la comarca de la Selva (1979-92).
A partir de 1998 va iniciar la seva tasca docent i investigadora a la Universitat de Vic. A la Facultat d'Educació va exercir, successivament i des del curs 2000-01 fins al 2009-10, els càrrecs de coordinador dels estudis d'Educació Social, cap d'estudis i degà del centre. Entre les múltiples iniciatives destaca la creació del Centre d'Innovació i Formació en Educació (CIFE) i el Grup de Recerca Educativa sobre Atenció a la diversitat (GRAD), un grup de recerca actiu i reconegut científicament. Amb l'equip d'investigadors del GRAD, Pere Pujolàs va liderar dos projectes de recerca finançats en programes I+D: els projectes PAC1 i PAC2 (PAC és l'acrònim de: Personalització de l'ensenyament, Autonomia de l'alumnat i Cooperació entre iguals). Com a resultat d'aquestes recerques es va dissenyar i desenvolupar el programa CA/AC (“Cooperar per Aprendre / Aprendre per Cooperar”) aplicat en un nombre molt considerable de centres educatius d'arreu de Catalunya i l'Estat espanyol a través de processos de formació i assessorament que han culminat amb la creació de la Xarxa Khelidôn sobre aprenentatge cooperatiu, un dels seus darrers projectes.
Les seves recerques i publicacions estan centrades en l'àmbit de l'assessorament psicopedagògic, l'educació inclusiva i, sobretot, en l'aprenentatge cooperatiu, un camp en el qual va excel·lir i s'ha convertit en una autoritat pedagògica de primer nivell. 

## Publicacions
- Atención a la diversidad y aprendizaje cooperativo en la educación obligatoria. Archidona (Málaga): Aljibe, 2001.
- Un altre assessorament per a l'escola. L'assessorament psicopedagògic des d'una perspectiva comunitària. Barcelona: La Galera, 2002 (Co-autoria amb Reyes Carretero i Joan Serra)
- Aprendre junts, alumnes diferents. Els equips d'aprenentatge cooperatiu a l'aula. Vic: Eumo,2003 (2a edició, 2015)
- El aprendizaje cooperativo. 9 ideas clave. Barcelona: Graó, 2008.